# Хантер, Хит
Хит Ха́нтер (англ. Heath Hunter; род. 1 января 1970 года, Великобритания) — британский музыкант, певец, продюсер и хореограф. Основатель коллектива «Heath Hunter & The Pleasure Company».

## Биография
Хит Хантер, по некоторым сведениям, родился 1 января 1970 года в Великобритании; известно, что он имеет карибские корни. Обучался танцам в London Contemporary Dance School. Увлёкшись современными музыкальными течениями, начал карьеру музыканта и основал коллектив «Heath Hunter & The Pleasure Company», в который также вошли Ахим Опперманн, Ахим Соббота и Ларс Якобсен.
Первый сингл, «Revolution In Paradise», вышел в мае 1996 года и вошёл в Топ-20 Германии и Финляндии. Дебютный альбом «Love Is the Answer», совместивший евродэнс с ямайскими и латинскими ритмами, укрепили синглы «Walking on Clouds» и «Master & Servant». Наибольшего успеха «Love Is the Answer» достиг в Финляндии, заняв там 11 позицию и продержавшись в чарте 11 недель.
После длительного перерыва, в течение которого Хантер жил на Ямайке, началась работа над следующим альбомом. Второй альбом, «Urban Warrior», ставший уходом от музыкального мейнстрима, Хантер записывал при участии «Sly & Robbie», «Capleton», а также Стивена и Дэмиана Марли и выпустил в 2003 году на собственном лейбле «Jerktone Music».
В настоящее время основал студию хореографии «Danceation».

## Дискография

### Heath Hunter & The Pleasure Company
Студийные альбомы
- 1996 — Love is the Answer

Синглы
- 1996 — «Revolution in Paradise»
- 1996 — «Master & Servant»
- 1997 — «Mambo»
- 1997 — «Walking on Clouds»
- 1998 — «Weedy Weedy Wee»

### Heath Hunter
Студийные альбомы
- 2003 — Urban Warrior

Синглы
- 1999 — «Been Around the World (That Kind of Girl)»
- 2002 — «Gigolo» (при участии Black Kappa)
- 2004 — «Trenchtown» (при участии С.Марли и Д.Марли)
- 2005 — «It’s Got to Be You» (при участии Calibe)
- 2014 — «Vamos En Contra» (при участии United Freestyler)
- 2019 — «Sunshine Girl» (при участии Capleton)